# 夢想合唱團
《夢想合唱團》是中國中央電視台綜合頻道播出的大型電視公益活動節目，引進自美国全国广播公司（NBC）《Clash of the Choirs》，比賽場地在北京的溫都水城。
節目形態是：8位明星歌手分別在8個城市尋找20位來自各行各業愛好唱歌的普通人，組建成一支城市夢想合唱團隊，用歌聲表達情感和藝術，同時宣傳各自的公益項目，在比賽的同時募集公益基金。節目的宗旨是「以娛樂形式喚醒和引領公益」

## 第一季
共十期，前三期组建組建展播，後七期每期現場觀眾投票淘汰一隊，最終決出冠軍隊伍。本季冠名贊助商是玉蘭油。
參賽隊伍及隊長和最終名次分別是：
1. 普洱隊：庾澄慶
2. 貴州隊：龔琳娜
3. 上海隊：胡彥斌
4. 杭州隊：林宥嘉
5. 煙台隊：房祖名
6. 深圳隊：周筆暢
7. 南寧隊：胡夏
8. 北京隊：張薔

庾澄慶率領的普洱隊最終奪得冠軍，並獲得公益獎金100萬元，他們的公益項目是「溪橋工程」，該項目還收穫其他贊助商1320萬元捐款。

## 第二季
本季共十一期，播出時間除公益盛典外均為週六晚八點。第一期「启动盛典」首先由上一季冠軍隊伍庾澄慶帶領的普洱隊現場表演，象徵公益愛心種子的傳遞，新一季八位明星和城市代表隊亮相，更有多位熱心公益事業的明星作為加油大使現場助陣。
第二期至第九期為積分賽，即第一輪八個隊表演之後現場觀眾投票排出前八名，第一至第四名隊伍分別積5, 4, 3, 2分，後四名各積1分。前兩名再進行一輪表演，由媒體評判團決定勝者，周冠軍隊伍將獲得額外積分2分，並獲得夢想基金和音樂基金各十萬。八隻隊伍及隊長和最終積分是：
- 北京隊：常石磊——13
- 成都隊：譚維維——31
- 寧波隊：吴克羣——39
- 廣州隊：杨千嬅——22
- 上海隊：吳莫愁——16
- 呼和浩特隊：任賢齊——25
- 長沙隊：周筆暢——20
- 福州隊：李煒——19

第十期「奪冠之夜」，由累計積分前四的隊伍兩兩決勝，決出冠軍。最終寧波隊先後戰勝廣州隊和成都隊奪得冠軍，獲得了一百萬公益基金，並取得了上春晚表演的資格。
第十一期「公益盛典」，由於播出時間是除夕下午，也被媒體稱為「公益春晚」，本期節目長達四小時，特邀著名主持人何炅、謝娜擔任嘉賓主持，八支隊伍重聚一堂，更有多位明星參與獻唱。多家企業負責人，現場募集上億善款為八隻隊伍的公益項目出力。其中福州隊的「築巢行動」募集善款五千多萬，上海隊的「雷勵中國——新青年遠征」募集善款3725萬元。
第二季的平均收視率1.7％，超過了央視一套同期黃金時間收視率。